# Oreothlypis celata
La reinita coroninaranja o chipe celato (Leiothlypis celata) es una especie de ave paseriforme de la familia de los parúlidos. Es un ave migratoria que se reproduce en el oeste de América del Norte y pasa el invierno en el sur de Estados Unidos, en México y en Guatemala.

## Descripción
Mide en la edad adulta entre 11.5 y 12.5 cm de longitud. A diferencia de otras especies de su género, el dimorfismo sexual es casi inexistente, ya que machos y hembras son similares. Es una especie bastante indefinida. Las partes dorsales y la cabeza son color oliva grisáceo o amarillo oliváceo, con una línea supraocular amarilla. La cabeza puede ser, en costraste, más gris que el resto del cuerpo. La garganta y las partes ventrales son amarillo verdosas, finamente rayadas. Una característica diagnóstica es la corona naranja, que sin embargo es poco evidente a simple vista. A diferencia de otras especies de Vermivora, los adultos no presentan barras en el ala.
Los individuos inmaduros son pardo oliváceos, más claros en las partes inferiores, y presentan dos barras rojizas pálidas en cada ala.

## Biología
Habita áreas abiertas con abundancia de arbustos, en zonas de crecimiento secundario y en bosques en Alaska, Canadá y el oeste de los Estados Unidos. Hay también una población residente en la Sierra de San Pedro Mártir (Baja California, México). El nido tiene forma de taza y es construido en el suelo, oculto entre la vegetación, o en un arbusto. La hembra pone entre 2 y 4 huevos blancos con manchas pardo rojizas.
En otoño migra al sur de Estados Unidos, a gran parte de México y a Guatemala. Sólo hay registros ocasionales en la península de Yucatán, y tan al sur como Costa Rica.
Busca alimento entre los arbustos, alimentándose de insectos, larvas, bayas y néctar.